# Craterocephalus kailolae
Craterocephalus kailolae är en fiskart som beskrevs av Ivantsoff, Crowley och Allen, 1987. Craterocephalus kailolae ingår i släktet Craterocephalus och familjen silversidefiskar. IUCN kategoriserar arten globalt som livskraftig. Inga underarter finns listade i Catalogue of Life.